# Enzo Pérez
Enzo Nicolás Pérez (ur. 22 lutego 1986 w Mendozie) – argentyński piłkarz występujący na pozycji defensywnego pomocnika w argentyńskim klubie Estudiantes La Plata. W latach 2009–2018 występował w reprezentacji Argentyny. Srebrny medalista Mistrzostw Świata 2014. Uczestnik Mistrzostw Świata w 2018 roku.

## Kariera klubowa
Pérez zawodową karierę rozpoczynał w 2004 roku w zespole Godoy Cruz z Primera B Nacional. W 2006 roku awansował z zespołem do Primera División. W tych rozgrywkach zadebiutował 6 sierpnia 2006 roku w przegranym 0:1 pojedynku z Argentinos Juniors. 9 września 2006 roku w zremisowanym 1:1 spotkaniu z Belgrano strzelił pierwszego gola w Primera División. W Godoy Cruz spędził 3 lata.
W 2007 roku Pérez odszedł do zespołu Estudiantes La Plata, także występującego w Primera División. Pierwszy ligowy mecz zaliczył tam 12 sierpnia 2007 roku przeciwko Gimnasii Jujuy (1:0). W 2009 roku zdobył z zespołem Copa Libertadores, a w 2010 roku mistrzostwo fazy Apertura.
W 2015 roku został wykupiony za 25 mln euro przez hiszpańską Valencię.
W lipcu 2017 trafił z Valencii do River Plate.

## Kariera reprezentacyjna
W reprezentacji Argentyny Pérez zadebiutował 1 października 2009 roku w wygranym 2:0 towarzyskim meczu z Ghaną.

## Sukcesy

### SL Benfica
- Mistrzostwo Portugalii: 2013/14, 2014/15
- Puchar Portugalii: 2013/14
- Puchar Ligi Portugalskiej: 2011/12, 2014/15
- Superpuchar Portugalii: 2014/15

### River Plate
- Copa Libertadores: 2017/18
- Mistrzostwo Argentyny: 2020/21, 2022/23
- Recopa Sudamericana: 2018/19
- Copa Argentina: 2016/17, 2018/19
- Superpuchar Argentyny: 2017/18, 2019/20
- Trofeo de Campeones Superliga: 2022/23

### Estudiantes La Plata
- Copa Libertadores: 2008/09
- Mistrzostwo Argentyny: 209/10

### Reprezentacja
- Mistrzostwa Świata 2014:  Srebrny[1]